# Saga Malaussène
Pour les articles homonymes, voir Malaussène (homonymie).
La saga Malaussène est un cycle romanesque de Daniel Pennac publié aux éditions Gallimard et mettant en scène Benjamin Malaussène, bouc émissaire professionnel, et de nombreux personnages de son entourage, dans le quartier de Belleville.

## Origine de la saga
Daniel Pennac, vers la fin des années 1970, est en panne de création ; s'il écrit depuis l'âge de quatorze ans et a publié un pamphlet sur le service militaire, son roman écrit dans le style de Jean Giono est refusé par dix-sept éditeurs. Juste avant son départ pour le Brésil, Jean-Bernard Pouy lui confie ses quinze livres préférés de la Série noire. Pour Daniel Pennac, c'est un ravissement : « Si on pouvait écrire comme ça, alors ça m'allait. ». Puis, à son retour du Brésil, Jean-Bernard Pouy le met au défi d'écrire un roman dans cette veine, ce sera Au bonheur des ogres.
Le personnage principal de la série est inspiré de l'essai du philosophe René Girard, paru à cette époque : Le Bouc émissaire.

## Romans de la saga
Excepté Des chrétiens et des maures, dont la majeure partie de l'intrigue se passe avant Au bonheur des ogres, les ouvrages présentent une histoire chronologique des personnages.
1. Au bonheur des ogres, Gallimard, 1985
2. La Fée Carabine, Gallimard, 1987
3. La Petite Marchande de prose, Gallimard, 1990
4. Monsieur Malaussène, Gallimard, 1995
5. Des chrétiens et des maures, Gallimard, 1996
6. Aux fruits de la passion, Gallimard, 1999
7. Le Cas Malaussène 1 : Ils m'ont menti, Gallimard, 2017
8. Le Cas Malaussène 2 : Terminus Malaussène, Gallimard, 2023

## Théâtre
- Monsieur Malaussène au théâtre, Gallimard, 1996. Version de Monsieur Malaussène adaptée au théâtre.

## Cinéma
- Au bonheur des ogres, 2013. Version de Au bonheur des ogres adaptée au cinéma et réalisée par Nicolas Bary.

## Adaptation télévisuelle
- La Fée Carabine, 1988. Téléfilm français de la série télévisée Série noire, épisode no 30, réalisé par Yves Boisset et scénarisé par Daniel Pennac . Tom Novembre y interprète le rôle de Benjamin Malaussène aux côtés, notamment, de Fabrice Luchini (Pastor), Anna Galiena (Julie) et Daniel Emilfork (Stojil)[2].

## Personnages
La saga Malaussène se concentre tout d'abord sur la famille Malaussène, composée de la mère Malaussène et de ses sept enfants, chacun d'un père différent. La famille est établie dans une ancienne quincaillerie à Belleville, et vit sous la houlette du fils aîné, Benjamin. Autour de la famille, les amis du quartier, les collègues de Benjamin, les conjoints et les rencontres se placent peu à peu durant les ouvrages.

### La Famille Malaussène
- La mère : le plus souvent enceinte de son dernier amour, elle ne fait que passer dans la vie de ses enfants, entre deux amants. On ne connaît pas son prénom. Elle a également eu de nombreuses fausses couches. Le seul amant dont elle n'aurait pas eu d'enfant est l'inspecteur Pastor.
- Benjamin Malaussène : le fils aîné, chargé du reste de la famille. Bouc émissaire[3]-né, il s'occupe de ses frères et sœurs quand sa mère s'échappe pour une de ses innombrables escapades amoureuses. Employé à toutes sortes de travaux, il est « bouc-émissaire » au Grand Magasin dans Au bonheur des ogres, puis est remercié et trouve un travail similaire aux éditions du Talion pour la Reine Zabo. Il rencontre dans le premier ouvrage Julie Corrençon, avec laquelle il finira par faire un enfant. Il a une affection particulière pour Clara.
- Louna Malaussène : sœur ainée, elle est infirmière. Enceinte dans Au bonheur des ogres de son compagnon le docteur Laurent, elle s'installe avec lui et leurs jumelles à la fin de l'ouvrage, devenant la seule membre de la tribu ne vivant pas avec le reste de la famille.
- Clara Malaussène : sœur cadette, elle ne quitte jamais son appareil photo, qui lui permet de pratiquer son don : ses photos reflètent l’exacte réalité du sujet au moment où il est pris. Elle utilise également l'appareil pour analyser toutes les horreurs qu'elle peut voir. Fiancée avec Clarence de Saint-Hiver dans La Petite Marchande de prose, elle en a un enfant : C'Est Un Ange. Elle tombera amoureuse de Clément Clément dans Monsieur Malaussène. À partir de Des chrétiens et des maures, elle travaille à la garderie Les Fruits de la Passion.
- Thérèse Malaussène : sœur puînée, elle utilise ses dons de voyance pour prévoir l'avenir de la famille. Cette capacité lui sert également à rassurer les personnes mourantes. Elle se querelle très souvent avec son frère Jérémy, le plus souvent au sujet de ses prédictions, qui se réalisent toujours. Dans Aux Fruits de la passion, elle s'installe à Belleville dans une caravane pour faire la bonne aventure ; c'est ainsi qu'elle rencontre Marie-Colbert de Roberval, son futur mari. Après avoir perdu son don lors de sa nuit de noces, elle a une fille, Maracuja avec Théo et Hervé, un couple gay ami de la tribu.
- Jérémy Malaussène : enfant turbulent, toujours plein d'idées, c'est un piètre élève mais très inventif. Il découvrira notamment comment des bombes ont pu être introduites dans le Grand Magasin dans Au bonheur des ogres (il incendiera d'ailleurs une partie de son collège en le prouvant), et commencera à écrire les aventures rocambolesques de son frère Benjamin durant Monsieur Malaussène. Il a pour habitude de donner des noms (ou des surnoms) à toutes les personnes qu'il rencontre, patronymes qui définissent le mieux les personnes. C'est lui qui baptisera notamment tous les enfants Malaussène nés après lui. La population de Belleville lui donne le nom de « Jérémy Mehammed » (traduit par Benjamin en « Jérémy le Baptiste »).
- Le Petit : dernier né de la tribu dans Au bonheur des ogres, il est encore très jeune. Ses cauchemars deviennent souvent réalité. Sa myopie lui joue également des tours, lui permettant d'échapper aux horreurs qu'il peut voir. Dans Des chrétiens et des maures, il réclame son père, que Benjamin lui présentera à la fin du livre. C'est d'ailleurs le seul enfant dont on « connaisse » le père.
- Verdun Malaussène : dernière née dans La Fée Carabine, elle est nommée ainsi en référence à un ami de la famille qui meurt le jour de sa naissance. Allégorie de la bataille du même nom, elle ne sait que hurler et pleurer quand elle est de mauvaise humeur (étant simplement en colère le reste du temps). Les seules personnes à pouvoir la calmer sont l'inspecteur Van Thian et sa fille Gervaise. Elle quitte les bras de Van Thian dans La Petite Marchande de prose, à la naissance de C'Est Un Ange, qu'elle considère désormais comme son protégé.
- Julius : seul membre non-humain de la tribu, c'est un vieux chien épileptique, à l'odeur insupportable. Ses crises annoncent généralement des catastrophes pour la famille.

### Conjoints et enfants
- Julie Corrençon, appelée par Benjamin “Tante Julia” (surnom qu'elle déteste) au début de la saga. Fille d'un gouverneur colonial opiomane, elle est journaliste d'investigation à Actuel. Séduite par Benjamin et son curieux travail dans Au bonheur des ogres, elle entretient une relation très forte avec lui, ce qui ne l'empêche pas de disparaître durant de longues périodes pour faire son travail. Se rendant compte de son amour pour Benjamin dans La Petite Marchande de prose, ils feront un enfant ensemble dans Monsieur Malaussène.
- Laurent (docteur Laurent Bourdin) : mari de Louna, il ne souhaite pas au départ avoir d'enfant avec elle, ce qui perturbe grandement sa grossesse dans Au bonheur des ogres. Ils s'installent ensemble à la fin de l'ouvrage.
- Clarence de Saint-Hiver : directeur d'une prison-modèle dans La Petite Marchande de prose, il se fiance avec Clara, de 40 ans sa cadette. Il est assassiné le jour de son mariage par l'un de ses pensionnaires qu'il arnaquait.
- Marie-Colbert de Roberval : conseiller référendaire et trafiquant d'armes, il épouse Thérèse dans Aux fruits de la passion pour profiter de son don de voyance. Comprenant que ce don s'efface après la nuit de noces de Thérèse, il tente ensuite de la faire assassiner. Il meurt accidentellement de rire devant les prétentions de Semelle qui lui demande réparation pour avoir détruit le don de Thérèse.
- C'Est Un Ange : fils de Clara et de Clarence. Parfois surnommé Sept.
- Monsieur Malaussène : fils de Benjamin et de Julie. Parfois surnommé Mosma
- Maracuja : fille de Thérèse, de Théo et d'Hervé (son nom est celui du fruit de la passion en portugais). Parfois surnommée Mara.

### Amis et relations

#### Belleville
- La famille Ben Tayeb : Amar et Yasmina Ben Tayeb sont les tenanciers d'un restaurant oriental. Ils ont été les parents de substitution pour Benjamin, tout comme pour les filles aînées de la tribu. Leur fils, Haddouche, petit truand régentant le quartier, est le frère de lait de Benjamin et son ami le plus proche.
- Simon le Kabyle et Mo le Mossi : lieutenants de Haddouche.
- Stojilkovicz dit Oncle Stojil : ancien combattant communiste, ayant lutté contre l'armée Vlassov et les nazis, il est veilleur de nuit au Grand Magasin dans Au bonheur des ogres, puis devient guide dans La Fée Carabine. Organisant la résistance de Belleville face à un égorgeur de vieilles dames, en entraînant au tir les retraitées du quartier, il est emprisonné à cause du tir mortel d'une de ses protégées envers un policier. En prison chez Clarence de Saint-Hiver dans La Petite Marchande de proses, il y décédera de mort naturelle avant d'avoir pu traduire Virgile en serbo-croate. Benjamin et lui font souvent des parties d'échecs (la personne qui inspirait à l'auteur son personnage, Dinko Stambak, décède durant l'écriture de La Petite Marchande de prose, ainsi qu'une note à la fin de l’œuvre le mentionne)
- Cissou la Neige : de son vrai nom Beaujeu, c'est un bougnat, qui vendit en dernier son bistrot lors de la réfection de Belleville par les promoteurs. Après cette vente, il utilisera l'argent gagné pour se payer une forte cargaison de cocaïne pure afin de pouvoir y puiser sans fin en attendant sa mort. Dans Monsieur Malaussène, il est devenu serrurier, fracturant pour le compte des huissiers les serrures des mauvais payeurs de son quartier. Il organise dans le même temps, avant la saisie, le remplacement du mobilier en bon état par du rebut, afin que les habitants puissent conserver leurs biens. Il meurt lorsque Barnabooth fait disparaître le Zèbre. Il tient son surnom d'un dicton de son Auvergne natale. Explication dans le roman Monsieur Malaussène : « Paumez pas vos billes, les mômes, cinq sous n'en ont jamais fait six… »
- Suzanne : surnommée « Suzanne O'Zyeux bleus » par Jérémie, c'est la gérante du Zèbre, dernier cinéma du vieux Belleville. Dans Monsieur Malaussène, elle est contactée par le vieux Job, père de Mathias Fraenkel et ami de Julie Corrençon, afin de gérer le fonds cinématographique de Job après sa mort. Elle est également chargée d'organiser le visionnage du Film Unique, réalisé par Job et Liesl, auprès d'un petit nombre d'élus. À la fin de l'ouvrage, elle quitte Belleville.
- Semelle : dernier survivant des retraités protégés par les Malaussène dans La Fée Carabine, il tente d'extorquer un dédommagement à Marie-Colbert de Roberval pour la destruction du don de Thérèse dans Aux fruits de la passion ; ayant provoqué sa mort, Semelle récupère l'argent du marchand d'armes.

#### Les collègues de Benjamin
- Théo : vieil ami de Benjamin s'occupant des groupes de retraités au Grand Magasin dans Au bonheur des ogres, auquel les autres frères et sœurs faisaient appel quand leur grand frère n'était pas disponible. Il est homosexuel. Dans Aux fruits de la passion, lui et son compagnon Hervé font avec Thérèse un enfant.
- Lehmann : dirigeant le service des réclamations au Grand Magasin, c'est lui qui fait jouer à Benjamin Malaussène son rôle de bouc-émissaire dans Au bonheur des ogres. À la retraite, il est embauché par Jérémy pour la pièce de théatre qu'il monte dans Monsieur Malaussène ; il en profitera, sur les ordres de Sainclair, pour faire porter à Benjamin la responsabilité de tous les meurtres possibles.
- Sainclair : ancien patron de Malaussène au Grand Magasin dans Au bonheur des ogres, c'est lui qui est à l'origine de l'emploi de Malaussène - et de l'idée du bouc-émissaire. Remercié, il entretient une obsession contre son ancien employé qu'il met à profit dans Monsieur Malaussène pour couvrir ses propres crimes. Directeur du journal médical Affection, il est également le responsable de la mort des prostituées tatouées de Gervaise. Il est tué par Marie-Ange Courrier, sa rabatteuse.
- La Reine Zabo : Isabelle de son vrai nom, c'est la nouvelle patronne de Malaussène à la fin de Au bonheur des ogres, directrice des éditions du Talion. Elle essaie de mettre à profit toutes les turpitudes de Benjamin : transformant Benjamin en JLB dans La Petite Marchande de prose, relisant le travail de Jérémy dans Monsieur Malaussène. C'est une amie d'enfance de Loussa de Casamance.
- Loussa de Casamance : ami d'enfance de la Reine Zabo, c'est le plus grand spécialiste sénégalais de littérature chinoise de Belleville. Rapidement ami de Benjamin, il tente de lui apprendre le chinois dans La Petite Marchande de prose.

#### La police et les hôpitaux
- Commissaire Coudrier : commissaire divisionnaire de Belleville, c'est un admirateur de Napoléon. Il comprend dans Au bonheur des ogres la nature de Benjamin, et se démène, même après sa retraite dans Monsieur Malaussène, pour éviter que celui-ci ne finisse en prison.
- Carrega : inspecteur de Coudrier, il sauve la vie de Benjamin dans Au bonheur des ogres plusieurs fois. Il est mis au service contentieux à la retraite de Coudrier, avant d'en ressortir pour sauver Malaussène dans Monsieur Malaussène.
- Oncle Thian : inspecteur de Coudrier, il tente d'infiltrer Belleville et ses retraitées pour trouver l'égorgeur dans La Fée Carabine. Seul à savoir comment calmer Verdun, il est adopté par la tribu à la fin de l'ouvrage. C'est le père de Gervaise, qu'il voit peu. Il est tué dans La Petite Marchande de prose.
- Gervaise : nonne de profession, elle s'implique dans les enquêtes policières de Monsieur Malaussène afin de comprendre pourquoi les prostituées dont elle s'occupe sont enlevées et tuées. Victime d'une tentative de meurtre, elle est utilisée par Berthold pour finir la grossesse de Julie Corrençon. Dans Aux fruits de la passion, elle ouvre une crèche pour les enfants des prostituées.
- Adrien Titus : inspecteur de Coudrier, ange gardien de Gervaise, il travaille avec elle dans Monsieur Malaussène, se chargeant notamment de l'interrogatoire de Marie-Ange Courrier. Dans Aux fruits de la passion, il est chargé de l'enquête sur la mort de Marie-Colbert de Roberval.
- Silistri : binôme de Titus, il se charge dans Monsieur Malaussène de capturer Marie-Ange et ses complices. Dans Aux fruits de la passion, il est chargé de l'enquête sur la mort de Marie-Colbert de Roberval.
- Postel-Wagner : médecin-légiste de Belleville, il tient également un cabinet à l'institut médico-légal. Dans Monsieur Malaussène, il est pris en otage par Marie-Ange Courrier.
- Marty : médecin à l'hôpital où travaille Louna, c'est le médecin de la famille Malaussène. De la même promotion que Postel-Wagner et Berthold, il s'occupe de tous y compris de Julius.
- Berthold : chirurgien émérite mais égocentrique, il sauve la vie de Benjamin dans La Petite Marchande de prose, tout en lui ayant retiré tous ses organes. Plus humain dans Monsieur Malaussène, il implante l'enfant de Julie et Benjamin, viable, dans l'utérus de Gervaise, le temps de finir la grossesse. Il se marie avec une ancienne prostituée, Mondine, à la fin de l'ouvrage.

## Inspirations
- Marie Cherrier fait référence à Benjamin Malaussène dans la chanson Pas d'ma faute.
- Jerome Charyn fait référence au personnage de Pennac dans son roman Appelez-moi Malaussène (2000), en clin d'œil et « retour d'ascenseur » à Des chrétiens et des maures qui fait intervenir le personnage Isaac Sidel de Charyn dans une aventure de la « Tribu Malaussène ».